# 林特尔恩
林特尔恩（德語：Rinteln，發音：[ˈʁɪntl̩n] ⓘ）是德国下萨克森州绍姆堡县的城市，面积109.02平方千米，2023年12月31日人口为25,626人。